# Huehuetl

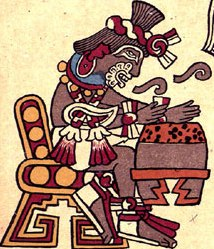
Huehuetl

Le huehuetl ou huehuete est un instrument de musique précolombien du Mexique, utilisé par les Aztèques et autres cultures mésoaméricaines. Il est toujours utilisé au Mexique.

## Facture
C'est un grand membranophone en bois sur pied frappé avec les mains. La peau de jaguar y était parfois utilisée. 

## Liens
- 3e photo, malgré la légende
- (en) Photo